# Abdullah Al-Buloushi
Abdullah Al-Buloushi (Kuwait, 16 de fevereiro de 1960) é um ex-futebolista profissional kuwaitiano, que atuava como centro-avante.

## Carreira
Abdullah Al-Buloushi fez parte do elenco da histórica Seleção Kuwaitiana de Futebol da Copa do Mundo de 1982, atuando em três partidas, marcando um gol de honra na derrota para a França 4-1.